# 22938 Brilawrence
22938 Brilawrence è un asteroide della fascia principale. Scoperto nel 1999, presenta un'orbita caratterizzata da un semiasse maggiore pari a 3,1840313 UA e da un'eccentricità di 0,1710191, inclinata di 2,68370° rispetto all'eclittica.